# Старое Шептахово
Ста́рое Шепта́хово (чув. Кивӗ Мӑнтӑр) — деревня Урмарского района Чувашской Республики. В рамках организации местного самоуправления входит с 2023 года в Урмарский муниципальный округ.

## География
Расположен в северо-восточной части региона, в пределах Чувашского плато.
Климат
В Старое Шептахово, как и во всём районе, климат умеренно континентальный с продолжительной холодной зимой и довольно тёплым сухим летом. Средняя температура января −13 °C; средняя температура июля 18,7 °C. За год выпадает в среднем 400 мм осадков, преимущественно в тёплый период. Территория относится к I агроклиматическому району Чувашии и характеризуется высокой теплообеспеченностью вегетационного периода: сумма температур выше +10˚С составляет здесь 2100—2200˚.

## История
Население деревни до 1724 года составляли ясачные, а до 1866 государственные крестьяне, которые занимались земледелием и животноводством.
В 1897 году в деревне функционировала школа грамоты.
В 1920-е годы действовали кузнечное и портняжное производства.
В 1931 образован колхоз «Исварни».
В середине XIX века выделился выселок Новый Мундырь (ныне д. Новое Шептахово).

### Административно-территориальная принадлежность
До 1927 года деревня находилась в составе Чекурской волости Свияжского уезда, затем Староарабосинской и Урмарской волостей Цивильского уезда. С 1927 года — в составе Урмарского района.
Входил (с 2004 до 2022 гг.) в состав Челкасинского сельского поселения муниципального района Урмарский район.
К 1 января 2023 года обе муниципальные единицы упраздняются и деревня входит в Урмарский муниципальный округ.

## Население
| 1795 | 1858 | 1897 | 1926 | 1939 | 1979 | 2002 | 2010 |
| ---- | ---- | ---- | ---- | ---- | ---- | ---- | ---- |
| 392  | 518  | 409  | 441  | 491  | 354  | 221  | 194  |

| 2010 | 2012 | 2015 |
| ---- | ---- | ---- |
| 194  | ↗216 | ↘194 |

## Инфраструктура
Основа экономики — сельское хозяйство.
В деревне имеется 93 дома,одна разрушенная школа.
Обелиск «Вечная память павшим воинам в Великой Отечественной войне 1941—1945 гг.».

## Транспорт
По западной окраине деревни проходит автомобильная дорога общего пользования регионального значения 97К-002 «Аниш» автодорога М-7 «Волга» — Урмары — Канаш — Ибреси — Алатырь. Остановка общественного транспорта «Старое Шептахово».
Примерно в 7 км на восток находится железнодорожная станция Урмары на магистрали «Москва—Казань—Екатеринбург».